# Championnat de Turquie de football 1976-1977
Navigation
Saison précédente Saison suivante
La saison 1976-1977 du Championnat de Turquie de football est la 19e édition de la première division turque, la 1. Turkiye Lig. Les 16 équipes sont regroupées au sein d'une poule unique, où chaque équipe affronte tous les adversaires de sa poule deux fois, à domicile et à l'extérieur.
Trabzonspor confirme son exploit de la saison précédente en terminant de nouveau en tête du championnat cette année. C'est le 2e titre de champion de son histoire. Trabzonspor réussit même le doublé Coupe-championnat en battant le Besiktas JK en finale de la Coupe de Turquie.

## Les 16 clubs participants
| - Galatasaray - Giresunspor - Göztepe Izmir - Boluspor - Adana Demirspor - Eskisehirspor - Altay SK - Bursaspor | - Fenerbahce SK - Besiktas JK - Mersin Idmanyurdu SK - Promu de D2 - Samsunspor - Promu de D2 - Trabzonspor - Zonguldakspor - Orduspor - Adanaspor AS |

## Compétition

### Classement
Le barème de points servant à établir le classement se décompose ainsi :
- Victoire : 2 points
- Match nul : 1 point
- Défaite : 0 point

| Rang | Équipe                   | Pts | J  | G  | N  | P  | Bp | Bc | Diff |
| ---- | ------------------------ | --- | -- | -- | -- | -- | -- | -- | ---- |
| 1.   | Trabzonspor (T) (C)      | 43  | 30 | 18 | 7  | 5  | 41 | 12 | +29  |
| 2.   | Fenerbahçe SK            | 39  | 30 | 12 | 15 | 3  | 31 | 17 | +14  |
| 3.   | Altay Izmir              | 35  | 30 | 11 | 13 | 6  | 31 | 22 | +9   |
| 4.   | Beşiktaş JK              | 33  | 30 | 13 | 7  | 10 | 35 | 24 | +11  |
| 5.   | Galatasaray SK           | 33  | 30 | 10 | 13 | 7  | 36 | 26 | +10  |
| 6.   | Bursaspor                | 31  | 30 | 10 | 11 | 9  | 34 | 30 | +4   |
| 7.   | Mersin Idmanyurdu SK (P) | 31  | 30 | 9  | 13 | 8  | 25 | 26 | -1   |
| 8.   | Boluspor                 | 31  | 30 | 9  | 13 | 8  | 32 | 34 | -2   |
| 9.   | Eskisehirspor            | 30  | 30 | 10 | 10 | 10 | 25 | 26 | -1   |
| 10.  | Samsunspor (P)           | 28  | 30 | 8  | 12 | 10 | 19 | 22 | -3   |
| 11.  | Orduspor                 | 28  | 30 | 8  | 12 | 10 | 22 | 27 | -5   |
| 12.  | Adana Demirspor          | 26  | 30 | 6  | 14 | 10 | 21 | 32 | -11  |
| 13.  | Zonguldakspor            | 26  | 30 | 11 | 4  | 15 | 21 | 35 | -14  |
| 14.  | Adanaspor AS             | 25  | 30 | 8  | 9  | 13 | 30 | 40 | -10  |
| 15.  | Göztepe Izmir            | 25  | 30 | 8  | 9  | 13 | 21 | 31 | -10  |
| 16.  | Giresunspor              | 16  | 30 | 3  | 10 | 17 | 18 | 38 | -20  |

|  | Qualifié pour la Coupe des clubs champions 1977-1978 |
|  | Qualifié pour la Coupe des Coupes 1977-1978          |
|  | Qualifié pour la Coupe UEFA 1977-1978                |
|  | Relégation en 2. Lig                                 |

## Bilan de la saison
| Tableau d'Honneur                  |             |
| Compétition                        | Vainqueur   |
| Championnat de Turquie de football | Trabzonspor |
| Coupe de Turquie                   | Trabzonspor |

| Qualifications européennes                    |                           |
| Coupe des clubs champions européens 1977-1978 | Qualifié                  |
| Premier tour                                  | Trabzonspor               |
| Coupe des Coupes 1977-1978                    | Qualifié                  |
| Premier tour                                  | Besiktas JK               |
| Coupe UEFA 1977-1978                          | Qualifié                  |
| Premier tour                                  | Fenerbahce SK Altay Izmir |

| Promotion et relégation |                           |
| Relégués en 2e division | Göztepe Izmir Giresunspor |
| Promus en Super Lig     | Diyarbakirspor Ankaragücü |